# Sonic Syndicate
Sonic Syndicate jest szwedzkim zespołem grającym melodic death metal / metalcore. Grupa została utworzona w 2002 roku pod nazwą Fallen Angels. Warto wspomnieć, iż na muzykę tworzoną przez ten stosunkowo młody zespół, największy wpływ miała późna twórczość innych zespołów melodic deathmetalowych takich jak Soilwork czy In Flames.

## Początki kariery
Sonic Syndicate został założony w roku 2002 przez Richarda, Rogera i Robina Sjunesson. Pierwotnie zespół nosił nazwę Fallen Angels (Upadłe Anioły) i to właśnie pod tą nazwą grupa nagrała swoje pierwsze trzy dema - Fall from Heaven, Black Lotus i Extinction. Trzy lata później zespół podpisał kontrakt z wytwórnią Pivotal Rockordings.
Gdy umowa wygasła, Fallen Angels zmienili nazwę na tę, pod którą występują do tej pory - Sonic Syndicate. Niedługo po tym zespół nagrał swój debiutowy album Eden Fire.

## Pierwsze trasy koncertowe
Pierwsza trasa, mająca miejsce tylko w Szwecji, nastąpiła po wydaniu Eden Fire, a jej celem było wypromowanie płyty.
Na początku lutego 2006, w czasie koncertowania z inną grupą muzyczną o nazwie 'Avatar', perkusista Kristoffer Bäcklund postanowił opuścić Sonic Syndicate. Na jego miejsce grupa przyjęła Johna Bengtssona, który gra w niej do dziś. Rok 2006 obfitował także w inne wydarzenia - Andreas Mårtensson (klawiszowiec) poszedł w ślady Kristoffera i odszedł od zespołu, lecz niedługo potem jego brak zrekompensowało przyłączenie się do grupy Rolanda Johanssona, który został ogłoszony drugim wokalistą Sonic Syndicate. Zespół zakończył trasę koncertową w marcu, by następnie zaszyć się w studiu w celu stworzenia kolejnych utworów.
Późnym listopadem roku 2007, błyskawicznie pnący się w górę członkowie Sonic Syndicate dołączyli do trasy koncertowej death-metalowej grupy Amon Amarth, która niedługo potem zaczęła dzielić koncertową scenę z innym zespołem - Himsa.
Nieco później, już w roku 2008, Sonic Syndicate ruszył w trasę razem z Nightwish - popularnym fińskim zespołem grającym metal symfoniczny.

## Kontrakt z 'Nuclear Blast' i nowy materiał muzyczny
Latem 2006 roku, szwedzka grupa dostała się do konkursu zorganizowanego przez wytwórnię Nuclear Blast. Sonic Syndicate pokonał ponad 1,500 innych zespołów i stanął na podium razem z pozostałymi dwoma zwycięzcami. Nagrodą był kontrakt płytowy oferowany właśnie przez Nuclear Blast.
W listopadzie Sonic Syndicate odwiedził studio Black Lounge, by tam nagrać swój kolejny album. Pomóc im w tym miał gitarzysta zespołu Scar Symmetry, Jonas Kjellgren.
Nowej płycie, wydanej 18 maja 2007, nadano nazwę 'Only Inhuman'. Niedługo po tym, grupa nagrała swój pierwszy teledysk, do głównego singla noszącego tytuł - 'Denied'. W tworzeniu wideoklipu uczestniczył Patric Ullaeus, dosyć popularny w kręgach szwedzkiego death-metalu reżyser.
Wokaliści zyskującego popularność zespołu - Richard Sjunnesson i Roland Johansson - pokazali swe możliwości na kompilacyjnym albumie opierającym się na pomyśle Roadrunner United, zatytułowanym 'Nuclear Blast All-Stars: Out of the Dark', gdzie zaśpiewali akompaniowani przez byłego gitarzystę Soilwork, Petera Wichers.
Nie minęło dużo czasu od nagrania drugiej płyty, kiedy Sonic Syndicate został poproszony o udział w otwarciu Wacken Open Air Festival 2007;
Ostatnimi czasy zespół udzielał się w różnych projektach, między innymi 'Darkness over X-Mas Tour' gdzie zagrał z Caliban, a także Heaven Shall Burn. Grupa potwierdziła także swoje uczestnictwo w wiosennej trasie Nightwish, z którym to zawitają do Stanów Zjednoczonych.
W marcu 2008, Sonic Syndicate zaczął pierwsze nagrania do nowego albumu, pod okiem Jonasa Kjellgrena. Album nie otrzymał jeszcze wtedy oficjalnej nazwy, wiadome było jednak, że zostanie on nagrany w studiu Black Lounge znajdującym się w szwedzkim mieście Avesta.
19 września 2008, nakładem wydawnictwa Nuclear Blast ukazała się najnowsza płyta zespołu - Love and Other Disasters. Pierwszym wideoklipem ją promującym był 'Jack of Diamonds'.
29 sierpnia zespół opuścił pierwotny wokalista, Roland Johansson, który został zastąpiony przez Nathana Biggsa. Już w nowym składzie, Sonic Syndicate wydali singiel Burn This City. 
27 sierpnia 2010 roku zespół wydał kolejną płytę pt. 'We Rule the Night'.

## Muzycy
| Obecny skład zespołu - Robin Sjunnesson - gitara, śpiew - Nathan James Biggs - śpiew - Michel Bärzén - gitara basowa Muzycy koncertowi - Christoffer Andersson - śpiew | Byli członkowie zespołu - Karin Axelsson - gitara basowa - Kristoffer Bäcklund - perkusja, śpiew - Roger Sjunnesson - gitara, instrumenty klawiszowe - Andreas Mårtensson - instrumenty klawiszowe - Richard Sjunnesson - śpiew - John Bengtsson - perkusja - Roland Johansson - śpiew |

## Dyskografia
Albumy studyjne
| Eden Fire                               | - Data: 13 września 2005 - Wydawca: Pivotal Rockordings | –  | –  | –  | –  | –  |
| Only Inhuman                            | - Data: 18 maja 2007 - Wydawca: Nuclear Blast           | 22 | 64 | –  | –  | –  |
| Love and Other Disasters                | - Data: 19 września 2008 - Wydawca: Nuclear Blast       | 15 | 36 | 43 | 65 | –  |
| We Rule the Night                       | - Data: 27 sierpnia 2010 - Wydawca: Nuclear Blast       | 13 | 22 | 44 | 42 | 29 |
| Sonic Syndicate                         | - Data: 7 lipca 2014 - Wydawca: Nuclear Blast           | –  | 36 | 74 | –  | –  |
| Confessions                             | - Data: 14 października 2016 - Wydawca: Despotz Records | –  | –  | –  | –  | –  |
| „–” oznacza, że album nie był notowany. |                                                         |    |    |    |    |    |

Albumy wideo
| Tytuł        | Dane dot. albumu                             |
| ------------ | -------------------------------------------- |
| Live Inhuman | - Data: 6 maja 2008 - Wydawca: Nuclear Blast |